# Villa Greppi-Gonzaga

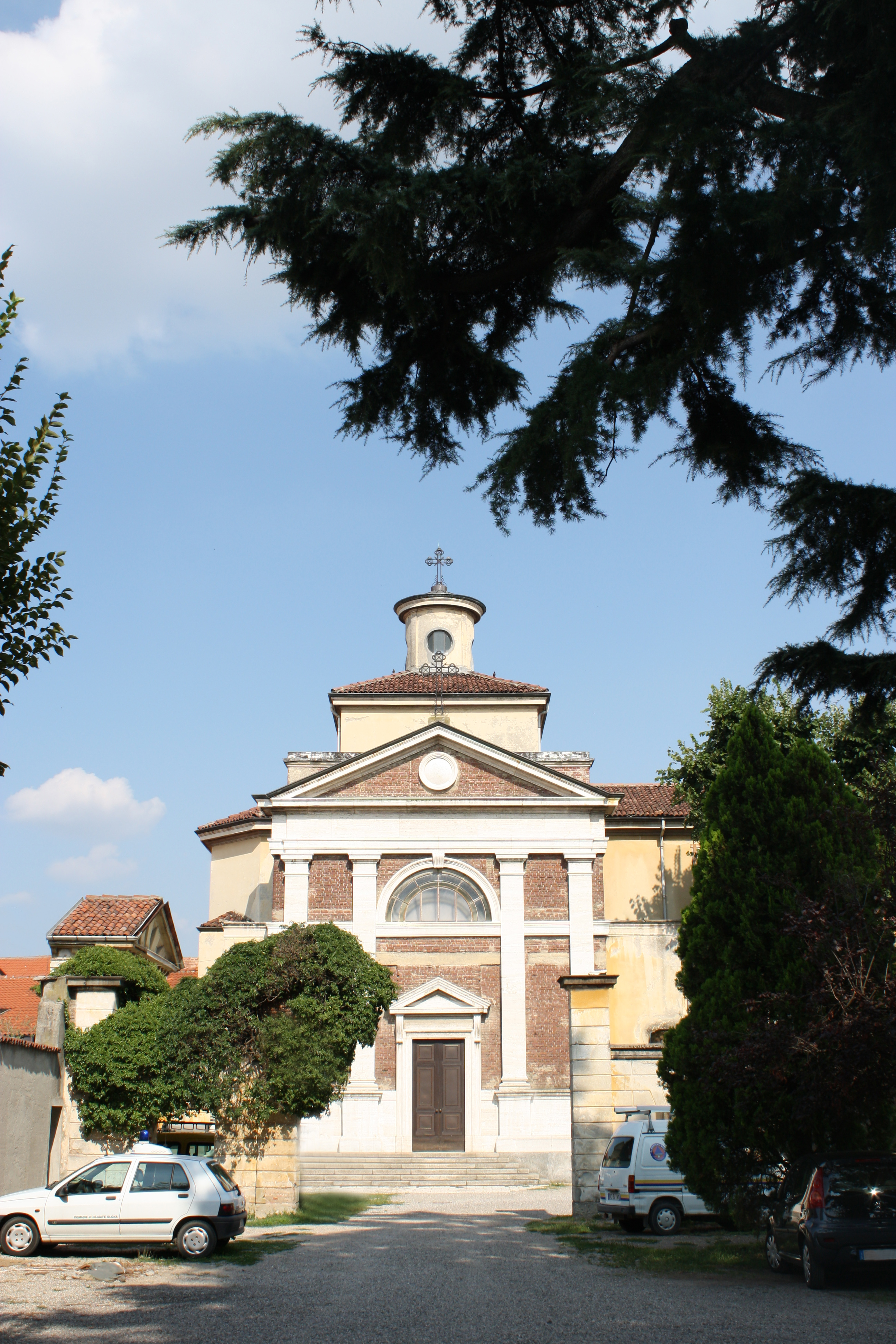
La cappella nobiliare di Villa Greppi-Gonzaga.

Villa Gonzaga, situata a Olgiate Olona in via Luigia Greppi, è un edificio risalente alla prima metà dell'Ottocento.

## Storia
Sorse sull'area di una villa seicentesca di dimensioni molto più ridotte, abitata da un certo conte Quirici; passò poi ai baroni Castelli che la tennero fino al 1820, quando divenne proprietà del conte Alessandro Greppi. Morì dopo essersi affermato nel campo dell'arte e lasciò i suoi beni in eredità alla moglie Isaura Saulx Tavanes. Quest'ultima, rimasta vedova, si diede da fare per soddisfare due suoi grandi ideali: l'educazione dei tre figli e la ricostruzione della villa di Olgiate Olona.
Isaura ottenne, grazie alle modifiche, aggiunte e costruzioni ex novo operate intorno al vecchio fabbricato, un vero e proprio palazzo dalle forme neoclassiche con sontuose e vaste adiacenze, in cui risaltava lo stile francese dell'epoca.
Volle un parco che inquadrò in un duplice ordine di carpinate circondate da abeti e querce; lo collegò con gli orti sottostanti mediante una massiccia scalinata, tuttora incompleta, in granito di Como.
Anche l'interno della villa rispose all'ideale di grandezza e distinzione della duchessa. Un ampio scalone collegava tutti i piani del palazzo, che aveva a pianterreno vaste sale affrescate e ornate con fregi di un certo pregio. La biblioteca custodiva, con bei volumi legati in marocchino, pergamene, mappe e atlanti antichi, collezioni numismatiche e filateliche, e un considerevole numero di incisioni; la pinacoteca era ricca di quadri di buoni maestri italiani e di tele francesi, spagnole e fiamminghe; il museo di storia naturale aveva interessanti collezioni di uccelli, rettili, lepidotteri e una sezione interamente dedicata alla flora alpina.
In tanta magnificenza non poteva certo mancare la cappella nobiliare in stile gotico-francese, situata nell'estremità orientale della villa, dedicata al santo Crocifisso. Essa venne restaurata e abbellita cinque anni dopo la morte della duchessa Isaura e, nel 1876, fu benedetta dal parroco di Olgiate Olona.
Nelle grandi cantine della villa Greppi venivano custoditi grandi vini d'Italia, di Francia e di Grecia; serre, scuderie e un maneggio completavano la grandiosità della villa.
Con la sua morte (1871), Isaura lasciava ai tre figli le sue ingenti ricchezze. La secondogenita Luisa, a sua volta, lasciò tutto in eredità ai nipoti Luigi Gonzaga ed Emanuele Gonzaga (1858-1914) principi Gonzaga della linea dei "Gonzaga di Vescovato".
La proprietà passò dunque al principe Emanuele, il quale la ribattezzò con il nome “Villa Gonzaga”.
All'inizio del Novecento, a causa dei fumi emessi da camini e fabbriche, don Emanuele Gonzaga decise di trasferirsi e di vendere Villa Gonzaga, svuotata dell'arredamento (1905 circa); fu acquistata dalla Congregazione delle Pie Signore della Presentazione di Como, le quali aprirono un collegio per ragazze.

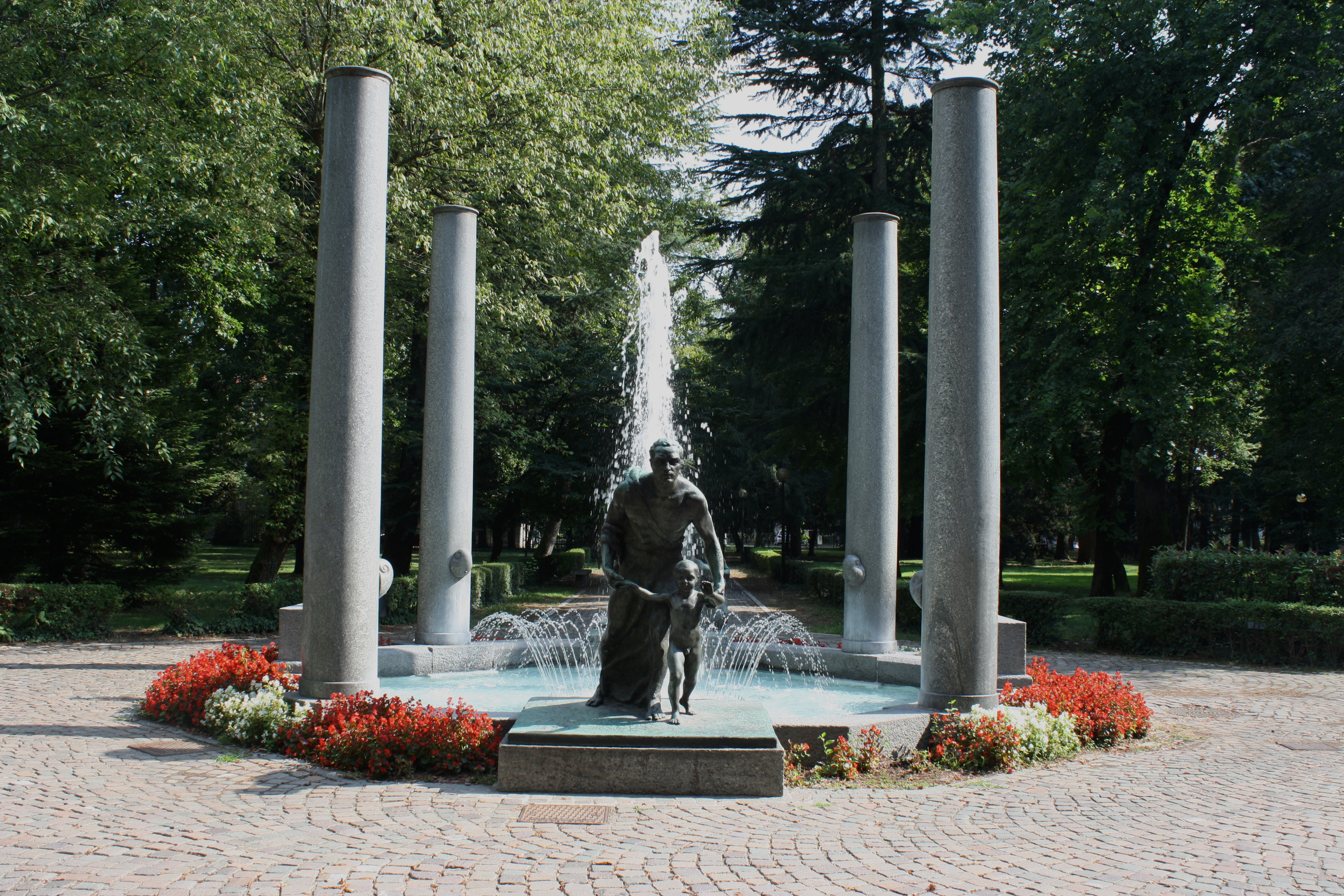
Fontana del parco della Villa Greppi-Gonzaga.

Sempre nel 1905, i proprietari dell'istituto gli dettero il nome di Collegio Gonzaga, il quale aprì definitivamente i battenti con l'anno scolastico 1905-1906.
A pianterreno le sale da poco ammodernate furono adibite ad aule, mentre i piani superiori offrivano dormitori e camere da letto per le suore.
Durante la prima guerra mondiale, non ci furono sostanziali mutamenti, ma per motivi economici Villa Gonzaga era nuovamente in vendita, in quanto il collegio Gonzaga si trasferì a Gorla, in un edificio più moderno, costruito qualche anno prima.
Nel 1918 il Comitato dell'Opera di Prevenzione Antitubercolare Infantile (O.P.A.I.) entrò in possesso di tutta l'ex proprietà Greppi-Gonzaga.
Più avanti nel tempo, ovvero nell'aprile 1925, alla presenza di re Vittorio Emanuele III, venne inaugurato un nuovo padiglione e, successivamente, un altro alla presenza di Benito Mussolini, allora capo del Governo (ottobre 1925). Un terzo padiglione venne inaugurato nel 1932. Fu in quest'anno che nacque la Scuola d'Agraria, alla quale si aggiunsero in seguito un laboratorio di calzoleria e una bottega di falegnameria.
Voluta dal cardinale Alfredo Ildefonso Schuster, sorse una chiesa su progetto degli architetti Candiani e Bonicalzi; il 21 dicembre 1936 venne consacrata dal cardinale, il quale la dedicò ai Santi Innocenti. Nel 1939 il refettorio della villa fu decorato con illustrazioni per bambini dal disegnatore Antonio Rubino.
Nel 1955 fu inaugurato il Padiglione d'isolamento per le malattie infettive, progettato dall'ingegner Carlo Greppi (oggi questo padiglione si è tramutato in una casa di cura per anziani).
L'O.P.A.I. poteva ora vantare: circa 200 locali; 400 posti; gabinetti scientifici per cure e analisi; scuole elementari parificate interne; campo sportivo di 5000 m² (tuttora in uso); colonia agricola di 25000 m²; cinque padiglioni dedicati alle personalità più munifiche; un'area totale di 60000 m², dei quali circa 17000 coperti da fabbricati.
Con il regredire della tubercolosi, nel 1969 venne inaugurato a Villa Gonzaga un padiglione per l'assistenza ai bambini affetti da mongolismo.
Dopo soli settant'anni, l'O.P.A.I. olgiatese chiuse i battenti. Il 2 aprile 1976 gli immobili dell'O.P.A.I. vennero alienati al Comune di Olgiate Olona.
Ad oggi, nel complesso di Villa Gonzaga, trovano posto una parte del Municipio di Olgiate Olona, le scuole elementari Ferrini, la biblioteca comunale, una casa di riposo, una cooperativa, il campo di atletica leggera (che utilizza la lavanderia come piccola palestra) e un grande parco. Le restanti parti dell'edificio sono abbandonate.

## Descrizione
La villa si compone di più corpi di fabbrica. Il corpo centrale si presenta con una facciata dominata da un timpano e introdotta da un porticato con colonne sormontate da capitelli in stile dorico, le quali sorreggono una terrazza.